# جيرهارد بوك
جيرهارد بوك (بالألمانية: Gerhard Bock)‏ هو لاعب رماية ألماني، (ولد في هانوفر في ألمانيا 1879 – 1945 م).

## وصلات خارجية
- جيرهارد بوك على موقع أوليمبيديا (الإنجليزية)